# Velká vánoční jízda
Velká vánoční jízda (v anglickém originále Arthur Christmas) je britsko-americký animovaný film z roku 2011. Režisérem filmu je duo Sarah Smith a Barry Cook. Hlavní role ve filmu ztvárnili James McAvoy, Hugh Laurie, Bill Nighy, Jim Broadbent, Imelda Staunton a Ashley Jensen.

## Obsazení
- James McAvoy – Arthur Claus
- Hugh Laurie – Steve Claus
- Bill Nighy – Paní Clausová
- Jim Broadbent – Santa Claus
- Michael Palin – Ernie Clicker